# Закиров, Гали Закирович
Гали Закирович Закиров (1910—1944) — младший сержант  Рабоче-крестьянской Красной Армии, участник Великой Отечественной войны, Герой Советского Союза (1944).

## Биография
Родился в 1910 году в селе Богатые Сабы (ныне — Сабинский район Татарстана). Получил начальное образование, после чего работал в колхозе. В 1940 году переехал в село Ильинка Ленинского района Северо-Казахстанской области Казахской ССР, где работал в машинно-тракторной станции. В 1941 году был призван на службу в Рабоче-крестьянскую Красную Армию. С июля того же года — на фронтах Великой Отечественной войны. К октябрю 1943 года гвардии младший сержант Гали Закиров командовал стрелковым отделением 3-го батальона 8-го гвардейского воздушно-десантного полка 3-й гвардейской воздушно-десантной дивизии 60-й армии Воронежского фронта. Отличился во время битвы за Днепр.
9 октября 1943 года в боях на плацдарме на западном берегу Днепра в районе села Ясногородка Вышгородского района Киевской области Украинской ССР активно участвовал в отражении немецких контратак, уничтожив около роты вражеской пехоты. Его действия способствовали успешному продвижению вперёд частей полка.
Указом Президиума Верховного Совета СССР «О присвоении звания Героя Советского Союза генералам, офицерскому, сержантскому и рядовому составу Красной Армии» от 10 января 1944 года за «образцовое выполнение боевых заданий командования на фронте борьбы с немецко-фашистскими захватчиками и проявленные при этом отвагу и геройство» был удостоен высокого звания Героя Советского Союза. Тем же Указом он был награждён орденом Ленина.
Погиб в феврале 1944 года в боях за освобождение Украинской ССР.
Его бюст установлен в Ильинке.